# Sternidius incognitus
Sternidius incognitus là một loài bọ cánh cứng trong họ Cerambycidae.